# Tháng 3 năm 2024
Trang này dành cho tin tức về các sự kiện xảy ra được báo chí thông tin trong tháng 3 năm 2024. Tháng này sẽ bắt đầu vào thứ sáu và kết thúc vào chủ nhật sau 31 ngày.

## Sự kiện

### 1 tháng 3
- Bầu cử lập pháp Iran 2024.[1][2]

### 2 tháng 3
- Ít nhất 3 người thiệt mạng trong một vụ tai nạn máy bay xảy ra ở Barreiras, bang Bahia, Brasil.[3]

### 5 tháng 3
- Hàng loạt dịch vụ của Meta trong đó có mạng xã hội Facebook, Instagram gặp sự cố trên toàn cầu.[4]

### 7 tháng 3
- Thụy Điển chính thức trở thành thành viên thứ 32 của NATO, đánh dấu chấm dứt trung lập sau hơn 200 năm.[5]

### 15 tháng 3
- Bầu cử tổng thống Nga 2024.[6]

### 16 tháng 3
- Bầu cử tổng thống Nga 2024.

### 17 tháng 3
- Bầu cử tổng thống Nga 2024.[7]

### 21 tháng 3
- Võ Văn Thưởng chính thức miễn nhiệm chức vụ Chủ tịch nước Cộng hòa xã hội chủ nghĩa Việt Nam.[8]

### 22 tháng 3
- Vụ tấn công Crocus City Hall.[9]

### 31 tháng 3
- Bulgaria và România chính thức gia nhập khối Schengen.[10]